# Lijst van straten in Haarlem-Centrum
Dit is een (onvolledige) lijst van straten en pleinen in het centrum van de stad Haarlem.

## A
- Achterkamp - vernoemd tot Essenstraat
- Achterlangs
- Achterstraat - vernoemd tot Antonie- en Spaarnwouderstraat
- Achter Nieuwe Gracht
- Alexanderstraat
- Amsterdamse Poort
- Anegang
- Antoniestraat

## B
- Bakenessergracht
- Bakenesserstraat
- Bakkumstraat
- Baljuwslaan
- Barnesteeg
- Barrevoetestraat
- Barteljorisstraat
- Basaerden- of Basaertsteeg - opgeheven en aantrokken aan het Nieuwe Kerksplein
- Beeksteeg
- Begijnhof
- Begijnesteeg
- Bereiderstraat - vernoemd tot Sophiastraat[1]
- Berkenrodesteeg
- Biersteeg - wordt gerealiseerd bij de ontwikkeling van de Fietzfabriek
- Blekerstraat
- Bloemertstraat
- Boeren Varkensmarkt - vernoemd tot Kennemerplein
- Boereplein
- Bolwerkslaan
- Botermarkt
- Breestraat
- Brinkmannpassage
- Burgwal
- Burretstraat

## C
- Catharijnebrug
- Ceciliasteeg
- Claes van Ruyvenstraat
- Cornelissteeg

## D
- Damstraat
- De Haasstraat
- De Witstraat
- Dijkstraat
- Doelenplein
- Doelstraat
- Donkere Begijnhof
- Donkere Spaarne
- Drossestraat

## E
- Essenstraat

## F
- Frankestraat
- Franklin Hoevenstunnel
- Friesepoort
- Friese Varkenmarkt

## G
- Gangolfpleintje
- Gasthuispoort
- Gasthuisvest
- Gasthuisstraat
- Gedempte Oostersingelgracht
- Gedempte Oude Gracht
- Gedempte Raamgracht
- Gedempte Voldersgracht
- Gierstraat
- Glasblazerssteeg
- Glasblazersstraat
- Gonnetstraat
- Gortestraat
- Goudsmidspleintje
- Gravestenenbrug
- Gravinnesteeg
- Groendaalsteeg
- Groene Buurt
- Groot Heiligland
- Grote Houtbrug
- Grote Houtstraat
- Grote Markt

## H
- Hagebrug
- Hagestraat
- Handboomstraat
- Harmenjansweg
- Helmbrekersteeg
- Hoogstraat
- Hooimarkt
- Hortusplein
- Houtmarkt

## J
- Jacobijnestraat
- Jacobstraat
- Jansbrug
- Jansstraat
- Janssen van Raaystraat
- Jansweg
- Justine de Gouwerhof

## K
- Kalversteeg
- Kampervest
- Kattepoort
- Keizerstraat
- Kenaupark
- Kenaustraat
- Kennemerplein
- Kerkhofstraat
- Kerkstraat
- Kinderhuishof
- Kinderhuisstraat - verdwenen
- Kinderhuisvest
- Klaverbladpoort
- Klein Heiligland
- Kleine Houtstraat
- Klokhuisplein
- Kokstraat
- Koningstraat
- Koolsteeg
- Koperslagerspleintje - verdwenen, pleintje tussen Gravestenenbrug en Wildemansbrug[2]
- Koralensteeg
- Korte Annastraat
- Korte Begijnestraat
- Korte Bogaardstraat
- Korte Dijk
- Korte Doelstraat
- Korte Jansbrug
- Korte Jansstraat
- Korte Gierstraat
- Korte Herenstraat
- Korte Hofstraat
- Korte Houtstraat
- Korte Lakenstraat
- Korte Margarethastraat
- Korte Molenstraat - verdwenen
- Korte Rozenstraat
- Korte Spaarne
- Korte Veerstraat
- Korte Wijngaardstraat
- Korte Wolstraat
- Korte Zijlstraat
- Koudenhorn
- Kraaienhorst
- Kraaienhorstergracht - gedempt, vernoemd tot Nassaulaan en -plein
- Krocht
- ‘t Krom
- Kromme Elleboogsteeg
- Kruisstraat
- Kruisweg
- Krullebolspoort

## L
- Lange Annastraat
- Lange Begijnestraat
- Lange Bogaardstraat
- Langebrug
- Lange Herenstraat
- Lange Herenvest
- Lange Hofstraat
- Lange Lakenstraat
- Lange Margarethastraat
- Lange Molenstraat - verdwenen
- Lange Raamstraat
- Lange Veerstraat
- Lange Wijngaardstraat
- Leliestraat
- Lepelstraat
- Lieve Vrouwe Gracht
- Lombardsteeg
- Luitesteeg - verdwenen in 1981
- Luitestraat

## M
- Magdalenahof
- Magdalenastraat
- Manegebrug
- Mauritsstraat
- Melkboersteeg
- Melkbrug
- Morinnesteeg

## N
- Nassaulaan
- Nassauplein
- Nassaustraat
- Nieuwlandje - opgeheven
- Nieuwstraat
- Nieuw Heiligland
- Nieuwe Gracht
- Nieuwe Groenmarkt
- Nieuwe Kerksplein
- Nieuwe Kruisstraat
- Nieuwe Spaarnwouderstraat
- Noorderbrug
- Noorder Schoolsteeg
- Nieuwe Raamstraat

## O
- Omvalspoort
- Oostvest
- Oranjekade
- Ossenhoofdsteeg
- Oude Groenmarkt
- Oude Raamstraat
- Oude Zijlvest

## P
- Paarlaarsteeg
- ‘t Pand
- Papentorenvest
- Parklaan
- Parkstraat
- Patiëntiestraat
- Peuzelaarsteeg
- Philip Frankplein
- Phoenixstraat
- Piet van Heerdenplein
- Pieterstraat
- Plantagie - verdwenen, ter plaatsen vernoemd tot Kraaienhorst
- Popelingstraat
- Prinsenhof
- Prins Hendrikstraat
- Prinsen Bolwerk

## R
- Raaks
- Raaksbrug
- Raamsteeg
- Raamvest
- Ravelingsteeg
- Ravesteeg
- Reekhuizen - verdwenen
- Ridderstraat
- Ripperdapark
- Ripperdasteeg
- Ripperdastraat
- Riviervismarkt
- Rolsteeg
- Rozemarijnsteeg
- Rozenlaantje - vernoemd tot Parkstraat
- Rozenstraat

## S
- Schagchelstraat
- Schapenplein
- Scheepmakersdijk
- Schoutensteeg
- Simon de Vrieshof
- Sint Antoniesteeg
- Slagerspoort
- Sleutelstraat
- Smedestraat
- Sophiaplein
- Sophiastraat
- Spaarne
- Spaarnwouderstraat
- Spekstraat
- Spiegelstraat
- Staten Bolwerk
- Stationsplein
- Stenenpoort
- Stoofsteeg

## T
- Tuchthuisstraat
- Tuinstraat
- Turfmarkt
- Turfsteeg
- Tussenplaats

## U
- Ursulastraat

## V
- Valkestraat
- Varkensmarkt - vernoemd tot Kennemerplein
- Verwulft
- Vestestraat
- Vissersbocht
- Vlamingstraat
- Vogelkoopsteeg
- Vroonhof
- Vrouwestraat

## W
- Waaigat - vernoemd tot Nassaustraat
- Warmoesstraat
- Westelijke Singelgracht
- Wester Bogaardstraat
- Wijdesteeg
- Wijde Appelaarsteeg
- Wijngaardtuin
- Wilhelminastraat
- Wilsonsplein
- Witte Herenstraat
- Wolstraat

## Z
- Zandersbrug
- ‘t Zakje
- Zakstraat
- Zijdgracht
- Zijhuizen
- Zijlbrug
- Zijlstraat
- Zijlvest
- Zoetestraat
- Zonnesteeg
- Zuiderstraat
- Zuider Schoolsteeg